# Veľké Dvorany
Veľké Dvorany (allemand : Großdoworan, hongrois : Nagyudvar) est un village de Slovaquie situé dans la région de Nitra.

## Histoire
Première mention écrite du village en 1156.

## Démographie

### Évolution de la population
| Année:               | 1994. | 2004.    | 2014.   | 2024.   |
| -------------------- | ----- | -------- | ------- | ------- |
| Nombre de personnes: | 631   | 697      | 718     | 748     |
| Différence:          |       | +10,45 % | +3,01 % | +4,17 % |

| Année:               | 2023. | 2024.   |
| -------------------- | ----- | ------- |
| Nombre de personnes: | 742   | 748     |
| Différence:          |       | +0,80 % |